# Maestà (Simone Martini)
Maestà v Palazzo Pubblico v Sieni je freska (970 x 763 cm) s podpisom Simone Martini, ki zaseda celotno severno steno Sala del Mappamondo (znana tudi kot Sala del Consiglio).
Freska je datirana v leto 1315 in velja za eno glavnih umetnikovih del ter za eno najpomembnejših del italijanske umetnosti 14. stoletja.

## Zgodovina
Maestà je Simone Martiniju naročila vlada mesta Siena (vlada devetih). Okoliščine te naloge niso znane, verjetno pa je Simone Martini že pridobil ugleden sloves, če mu je vlada mesta Siena zaupala tako pomembno delo za glavno dvorano v Palazzo Pubblico.
Simone Martini je na freski delal v več fazah: predvidoma je začel leta 1312, delo je nadaljeval na približno dveh tretjinah površine, preden je odšel v Assisi, kjer ga je čakala kapela San Martino. Toda tudi dela kapele San Martino so bila prekinjena in Simone se je vrnil v Sieno, da bi dokončala spodnji del Maestà, danes zelo poslabšan zaradi sprejete tehnike (predvsem Al secco - na suho). Delo je bilo končano junija 1315, kot je razvidno iz podpisa, ki ga je dal Simone Martini sam.
Še vedno je vidna dolga vrsta vodoravne cezure, ki poteka v višini podstavka prestola, nog svetnikov in klečečih angelov in neposredno pod predzadnjim očesom navpičnih stranic zunanjega okvira, kar priča o prekinitvi del, ki so se odvijala med letoma 1312 in 1315. Tudi vzdolž zunanjega iluzionističnega okvira pod to črto cezure je očiten znak nadaljevanja dela, za katerega je značilno drugačno upodabljanje, zaradi uporabe prostorskih predlogov pri upodabljanju svetnikov. Obstajajo pa tudi tehnične značilnosti, ki pričajo o prekinitvi del: v spodnjem delu freske je malta drugačne sestave, tehnika prehaja iz dobre sveže (zgoraj) v srednje svežo (spodaj), osnovni omet je bolj velik.
Vlažnost stene, ki je nato udarjala navzven, je barvo hitro poškodovala. Pravzaprav je bil leta 1321 Simone spet poklican, naj se poda k svojemu delu za 'ščetkanje' nekaterih delov freske; v tem obdobju glave Marije, otroka, svete Uršule in Katarine Aleksandrijske (takoj ob straneh Marije), angelov (spodaj ob vznožju prestola), svetnika Ansana in Crescenzia sta bila popolnoma obnovljena (prvi in tretji svetnik je klečal). V zadnjem času se hipoteza o rekonstrukciji freske uresničuje tudi ne le zaradi ohranjanja le-te, ampak tudi iz političnih razlogov: v teh letih je bila Siena na prehodu iz vlade v ljudskem slogu v bolj aristokratsko, vlado devetih. Zato sprememba, ki jo je naredil sam slikar, prevzame politično vrednost, ko je pravzaprav odpravil nimbe, ki so jih imeli zavetniki Siene in posledično tudi spremenil pogled, kakršen je bil odziv Marije, z ustreznimi spremembami s slogovnega vidika. Zato je zanimivo omeniti, kako je rekonstrukcija dela potekala tako zaradi konservatorskih potreb, in sicer iz političnih razlogov in nazadnje tudi iz slogovnih razlogov.
Škoda se ni ustavila, tudi zaradi uporabe dela draperije v temperi, danes pa je freska v zelo dotrajanem stanju.

### Datacija in pripis
Nekateri verzi, ki so na spodnjem marmornatem traku na dnu, nam omogočajo, da zaključek dela datiramo na junij 1315:
tisoč tristo petnajst vol (...)

in Delia avia vsako lepo cvetico porinil 

in Iuno je že kričal: I'mi rivoll (...)
V teh verzih je Iuno mesec junij, datum 1315 pa je jasno zapisan s črkami. Težje je rekonstruirati datum začetka freske, za katero manjkajo objektivni dokumenti. Nedavne kritike pravijo, da je ta datum 1312.
Pod vrsticami zapisa 'junij 1315' beremo:
če (...) moški de Symone
za overitev umetnikovega podpisa.

## Opis
Na freski je upodobljena Ustoličena Marija z otrokom, obkrožena z angeli in svetniki. Marija, ki gleda v stran tako opazovalca kot svojega sina, v nedoločeno točko v praznini sedi na velikem prestolu z dvema odprtima stranema in je okrašena z motivi sijočega gotskega sloga. Z levo roko drži otroka, medtem ko se z desno dotakne otrokove desne noge. Otrok ima zvitek, ki se glasi: »DILIGITE IUSTITIAM QUI IUDICATIS TERRAM« (ljubite pravičnost, vi, ki sodite Zemljo).
Posebnost te freske je posvetna narava prizora: čeprav so figure religiozne narave, je Devica predstavljena kot princesa, angeli in svetniki pa tvorijo njen dvor. Druga potrditev te izjave je kraj, to je isto mesto, za katero je bilo delo ustvarjeno: Palazzo Comunale (Siena), ki je običajno sekularno mesto.
Na straneh prestola v pokleku najdemo štiri zavetnike mesta Siena in dva angela. Natančneje, od leve proti desni najdemo sv. Ansana, sv. Savina, angela, spet angela, sv. Crescenza in sv. Viktorja. Takoj za njimi, še vedno od leve proti desni, najdemo svetega Pavla, nadangela Mihaela, svetega Janeza Evangelista, svetega Janeza Krstnika, nadangela Gabrijela in svetega Petra v položaju navzočih. Dalje nazaj imamo tretjo vrsto z nadangelom Urielom, sv. Marijo Magdaleno, sv. Orsola, sv. Katarino, sv. Agnezo in nadangela Rafaela. V četrti vrstici so svetniki Jernej, Matej, Jakob starejši, Jakob mlajši, Andrej in Simon. Nazadnje v peti in zadnji vrsti najdemo svetnike Filipa, Tomaža, angela, drugega angela, Matijo in Tadeja. Predstava je pod velikim nadstreškom, katerega palice podpirajo svetniki sami.
Fresko zapira okvir, ki poteka na vseh štirih zunanjih straneh. Tukaj je dvajset okulov, znotraj katerih najdemo toliko figur. Štirje okuli na vogalih prikazujejo štiri evangeliste. Dva osrednja okula zgornjega in spodnjega roba upodabljata Odrešenika (zgoraj) in dvojno figuro, ki prikazuje Staro in Novo zavezo (spodaj). Druge figure na vrhu in na obeh stranskih robovih so preroki, medtem ko so preostale štiri figure na spodnjem robu modreci Cerkve. V prostorih med različnimi okuli najdemo rastlinske motive, kot so bodike z listi in včasih cvetovi. V središču teh prostorov so izmenično simboli grbov (črno-beli ščitni simbol mesta Siena) in kapetana ljudstva (divji lev na rdeči podlagi). Ti simboli se izmenjujejo na platnenih straneh nadstreška, ki simbolizira nebeški Jeruzalem.
Spodaj je celotna freska omejena z umetnimi marmornatimi vložki.

## Slog

### Podobnosti z DucciovoMaestà
Maestà Duccia di Buoninsegne, naslikana v letih 1308–1311 za osrednji oltar stolnice v Sieni in zdaj preseljena v sosednji Museo dell'Opera del Duomo, je bila gotovo model, ki ga je Simone uporabil za svojo Maestà. Stranski razvoj registrov likov očitno navdihuje to delo, pa tudi njihova identiteta. Štirje zavetniki Siene, ki klečijo ob vznožju prestola, so enaki tistim na Maestà Duccia. Številne figure v Simonovi Maestà so prisotne tudi v Ducciovi Maestà, bodisi stoječe bodisi v lunetah. Ducceskna izpeljava te Maestà ne zadeva samo identitete različnih svetnikov, temveč tudi njihovo fizionomijo. Sv. Peter tega dela spominja na Duccia, enako velja za štiri klečeče svetnike, za oba sv. Janeza, za sv. nežo in mnoge druge. Figure Simone Martinija so resnične in dodelane hkrati, poslikane v enem samem viru svetlobe, prestol pa je prikazan v neposredni perspektivi in z odprtimi stranmi kot knjiga, značilnosti, ki se spet nanašajo na Ducciovo delo (in to je slednji prevzel od Giotta).

### Simonejeve novosti
Toda kljub številnim izpeljavam iz Ducciove Maestà to delo predstavlja številne novosti.
1. Freska nima popolnoma ravne površine in s pomočjo kalupov so na pozlačenih površinah ustvarjali reliefne okraske (enakovredno prebijanju pri delih na lesu). To je še posebej očitno v nimbih Marije, otroka, vseh svetnikov na levi in vseh tistih, ki klečijo. Ta dekoracija se nanaša na siensko zlatarstvo 14. stoletja, eno izmed umetniških področij, najbližjih takratni francoski gotski kulturi. Prestol je bogat tudi s sijočimi gotskimi okraski, proti prestolu z marmornatimi vložki v Ducciovi Maestà. Vrhovi prestola so okrašeni s steklenimi vložki. Devičin plašč je omejen s pravim kamnom. Otroški pergament je iz prefinjenega materiala. Vse te značilnosti izhajajo iz močnega vpliva, ki ga je imela čezalpska gotska umetnost na Simoneja. Toda bogata dekorativnost se s temi elementi ne ustavi. Devičin plašč ima orientalsko tkanino, sv. Katarina ima zlati brokat, tkanina sv. Uršule pa je bila videti podobna, zdaj obrabljena.
2. Marijin obraz ne gleda opazovalca, temveč je hieratičen, saj je usmerjen v nedoločeno točko v praznini.
3. Marijin obraz je rafiniran, otroški pa bolj razkošen; oba imata novo fizionomijo, še nikoli videno, niti v delih samega Simoneja. Tudi v drugih figurah je določen fizionomski realizem. Mnoge od teh značilnosti se nanašajo na francosko gotsko umetnost, kar je razvidno iz ostrih figur svetnikov z dolgo belo brado.
4. Roke so prefinjene in občutljive, kakršne še nismo videli. To je posledica dejstva, da prsti niso več vzporedni kot v Ducciovem delu, ampak različni.
5. Razporeditev svetnikov ne sledi parataktičnemu nasledstvu kot pri Ducciju, temveč poteka vzdolž vzporednih diagonalnih črt, ki se globinsko zbližujejo, kar daje prostorsko iluzijo v perspektivi z okusom Giotta. Poleg tega figure niso strnjene v zaprt prostor, ampak se gnetejo okoli prestola v prostoru, ki se zdi širši, višji in globlji, prostor, ki ga palice in nadstrešek krošnje pomagajo artikulirati.
6. Simonejeva kromatična paleta, ki jo očarajo emajli in zlatarji izven Alp, je širša in ima mehkejše glazure in prehode. Inovativni so predvsem modri odtenki in nekateri odseki bleščeče rumene nimbov.
7. Tudi značaj dveh Maestà je različen: Ducciova je izredno religiozna, Simonejeva je polna moralnih in državljanskih pomenov, kot je razvidno tudi iz verzov, ki jih najdemo v različnih delih dela.

## Literatrura
- Alessandro Bagnoli, La Maestà di Simone Martini, Silvana Editore, Milano 1999.
- Marco Pierini, Simone Martini, Silvana Editore, Milano 2002.
- Pierluigi Leone de Castris, Simone Martini, Federico Motta Editore, Milano 2003.
- Luciano Bellosi, Il pittore oltremontano di Assisi. Il gotico a Siena e la formazione di Simone Martini, Gangemi Editore, Roma 2004.
- Piero Torriti, Simone Martini, Giunti Editore, Firenze 2006.